# 小樽運河ターミナル

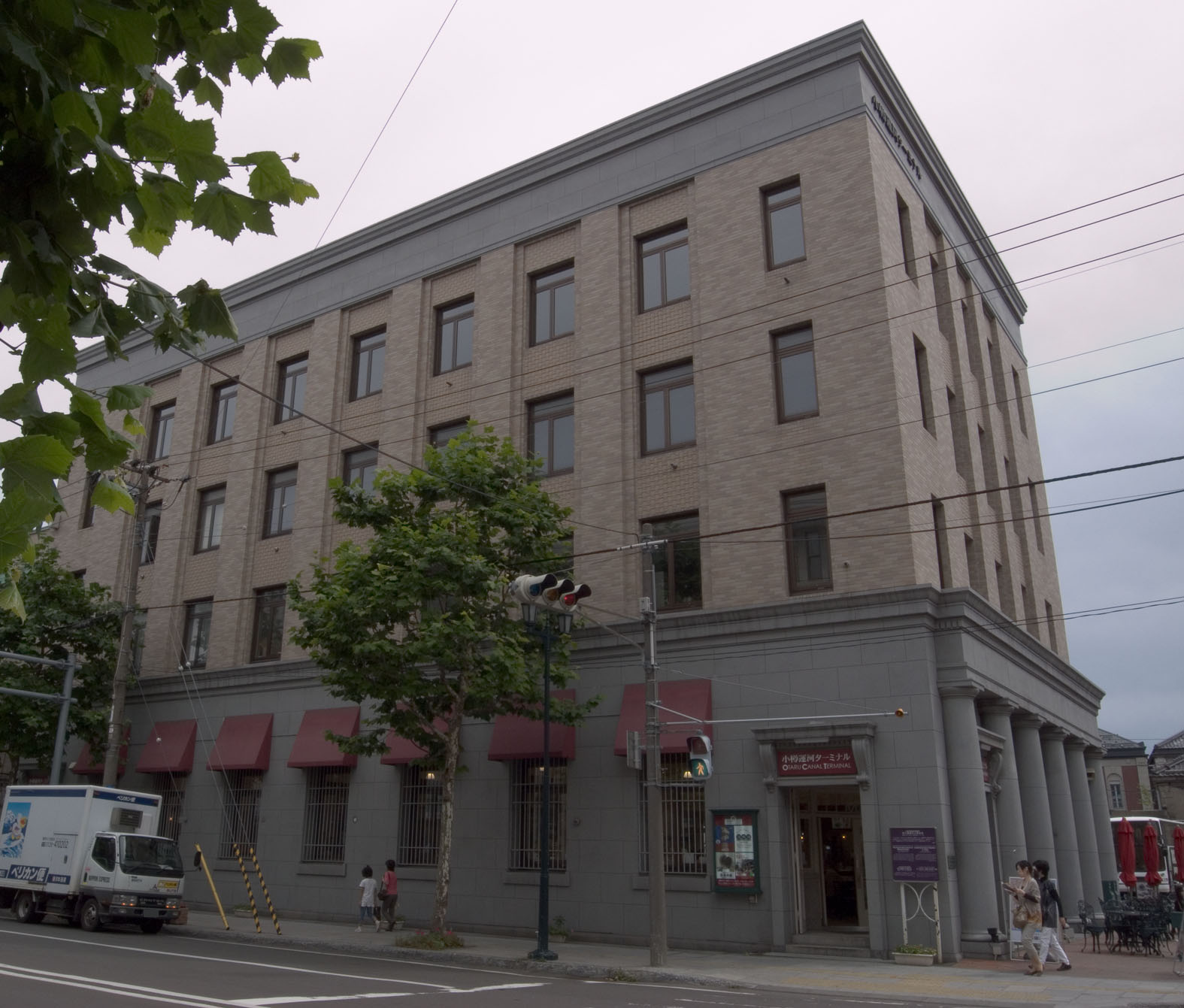
小樽運河ターミナル（2009年8月）

小樽運河ターミナル（おたるうんがターミナル）は北海道中央バスが北海道小樽市に設置する商業施設。

## 所在地
- 北海道小樽市色内1丁目1-12

## 概要
1922年に三菱銀行小樽支店として設立されたギリシャ・ローマ建築風の4階建ての施設。現在は北海道中央バス小樽第2ビルとして所有し、小樽市より歴史的建造物に指定されている。2006年7月19日より商業施設とバスのりばを兼ね備えた複合施設として活用されており、一般公募から選ばれた「小樽運河ターミナル」が施設名に採用された。

## 施設
- あまとう小樽運河店
  - 1966年創業の洋菓子の老舗。看板商品のクリームぜんざいやマロンコロンを始めとする洋菓子を販売する。
- 桑田屋本店
  - パンとまんじゅうを掛け合わせた「ぱんじゅう」を販売する和菓子の老舗。看板商品のぱんじゅうは1個80円から販売する。
- 海鳴楼
  - 1990年創業の手作りオルゴールの販売店。

## バスのりば

### 「小樽運河ターミナル」停留所（ターミナル内停留所は廃止）
施設内にバス停留所を設置しており小樽市内の観光路線等が発着していたものの、2020年12月1日のダイヤ改正をもって当時乗り入れていた以下の路線が乗り入れを廃止、これにより小樽運河ターミナルに乗り入れるバスは消滅した。なお同日には併設されていた色内営業所も廃止、おたもい車庫所在地へ移転した。しかし5年以上経過した2025年4月1日に、新設された新千歳空港連絡バス小樽発着系統の乗車・降車停留所として付近の路上に「小樽運河ターミナル」停留所が設けられた。

#### 路上乗り場（2025年4月1日より新設）
- 新千歳空港連絡バス：新千歳空港行（南千歳駅経由）

#### ターミナル内乗り場（廃止）
- 9 天狗山ロープウェイ線 天狗山ロープウェイ行（小樽駅前経由）
- 10 おたる水族館線 おたる水族館行（小樽駅前経由）

本来は以下の路線も小樽運河ターミナルに乗り入れていたが、2020年12月1日の時点では、新型コロナウイルス感染症流行の影響により休止中であった。
- 100 おたる散策バス（メルヘン交差点方面、小樽駅前行き）

このほか、小樽運河でのイベント開催時には札幌ターミナル行き高速おたる号（北大経由）も発着していた。

### 「本局前」停留所（近隣の道路上）
施設近隣に「本局前」バス停留所が設置されている。上記の小樽運河ターミナルへの乗り入れ路線についても、小樽運河ターミナルへのバス乗り入れ廃止後は「本局前」停留所に停車するようになった。
- 南4 山手線 南小樽駅前行き（小樽駅前経由）
- 4 山手線 本局前→小樽駅前→緑1丁目→松ヶ枝町→入船十字街→南小樽駅前→本局前行き（平日一部便のみ）
- 8 おたもい線 幸3丁目経由、おたもい入口行き
- 9 天狗山ロープウェイ線 天狗山ロープウェイ行、小樽駅前行
- 10 おたる水族館線 おたる水族館行（小樽駅前経由）
- 12 赤岩線 赤岩経由、かもめが丘団地行き
- 14 梅源線 清水町経由、手宮行き
- 17 塩谷線 長橋中学校経由、塩谷海岸行き

## その他
- 営業時間は10:00〜18:00。毎週火曜日は定休日。
- 構内に大型バス駐車場を併設。団体客の乗降にも使用される。